# Jesús de Tavarangue
Jesús de Tavarangue – dawna redukcja jezuicka w południowo-wschodnim Paragwaju, ok. 10 km na północny zachód od La Santísima Trinidad de Paraná, w departamencie Itapúa.
W 1993 roku ruiny redukcji Jesús de Tavarangue i  La Santísima Trinidad de Paraná zostały wpisane na listę dziedzictwa kulturowego UNESCO.

## Historia
Jezuici przybyli do regionu Guayrá w 1588 za zgodą Filipa II. Zakon szerzył chrześcijaństwo i działał na rzecz ochrony Indian przed systemem encomiendy, praktykowanym przez hiszpańskich osadników. Był on oparty początkowo na niewolniczej, a później na pańszczyźnianej pracy ludności indiańskiej i prawie ściągania od Indian trybutu należnego koronie hiszpańskiej w zamian za opiekę. W 1609 roku Hiszpania nadała jezuitom ziemie w regionie granicznym Paragwaju, gdzie zakon założył 30 redukcji misyjnych: 8 na terenie obecnego Paragwaju, 13 w Argentynie i 7 w Brazylii.
Indianie byli nakłaniani do przyjmowania chrześcijaństwa i osiedlania się w redukcjach, przy czym nie byli poddawani europeizacji i zachowywali własne tradycje. Jezuici zachęcali ich do uprawy ostrokrzewu paragwajskiego, służącego do produkcji yerba mate.
Redukcja Jesús de Tavarangue została założona w 1685 roku i przeniesiona później w obecne miejsce, ok. 10 km od redukcji La Santísima Trinidad de Paraná. 

## Opis
Do dziś zachowały się ruiny redukcji, które dobrze oddają charakterystyczny układ urbanistyczny osady jezuickiej skupionej wokół kościoła. Obok gmachu świątyni (w Jesús de Tavarangue nigdy niedokończonej – ukończenie budowy przerwało wypędzenie jezuitów z kolonii w połowie XVIII wieku) znajdował się dom jezuitów, a przed kościołem kwadratowy plac z czterema głównymi punktami osady, wyznaczonymi przez krzyże, figury lub relikwiarze. Dalej były domy kacyków (hiszp. caciques), szkoła, sierociniec (Coty Guazú), warsztaty, ogrody, cmentarz i więzienie. 
Budynki zostały wzniesione w stylu mudéjar, łączącym elementy architektury islamskiej i chrześcijańskiej (romańskiej i gotyckiej). Zdobienia trzech portali kościoła przypominają ornamentykę katedry w Kordobie. Architektami byli jezuici: Antonio Forcada i Juan Antonio de Ribera – syn hiszpańskiego architekta Pedro de Ribery.